# Bautismo de deseo
En la teología cristiana, el bautismo de deseo (en latín: baptismus flaminis, lit. 'bautismo del aliento'), también llamado bautismo por el deseo es una doctrina según la cual una persona puede alcanzar la gracia de la justificación mediante la fe, la  contrición perfecta y el deseo del bautismo, sin haber recibido todavía el bautismo de agua.

## Posiciones confesionales

### Catolicismo romano
En la Iglesia católica, el bautismo de deseo "sustituye al bautismo sacramental en lo que se refiere a la comunicación de la  gracia, pero no efectúa la incorporación a la Iglesia, ya que no confiere el carácter sacramental por el que una persona se vincula formalmente a la Iglesia".
La Iglesia católica enseña en el Catecismo de la Iglesia católica que "el bautismo es necesario para la salvación". También afirma que el deseo del bautismo "produce los frutos del Bautismo sin ser un  sacramento". Afirma además que "[p]ara los catecúmenos que mueren antes de su Bautismo, su deseo explícito de recibirlo, junto con el  arrepentimiento de sus pecados y la caridad, les asegura la salvación que no pudieron recibir por el sacramento". Por último, añade: "Todo hombre ignorante del  Evangelio de Cristo y de su Iglesia, pero que busca la verdad y hace la voluntad de Dios de acuerdo con su comprensión del mismo, puede salvarse. Cabe suponer que tales personas habrían deseado explícitamente el Bautismo si hubieran conocido su necesidad".
El apologista católico Jimmy Akin señala un  canon en el Concilio de Trento que, según él, define el bautismo de deseo como un  dogma:

Si alguien dijere que los sacramentos de la Nueva Ley no son necesarios para la salvación, sino superfluos, y que, aunque no todos son necesarios para cada individuo, sin ellos o sin desearlos por la sola fe los hombres obtienen de Dios la gracia de la  justificación; sea anatema.

### Feeneyismo
La doctrina del Feeneyismo está asociada a la postura de Leonard Feeney sobre la doctrina extra Ecclesiam nulla salus ("fuera de la Iglesia no hay salvación"). La interpretación que hace el feeneyismo de la doctrina extra Ecclesiam nulla salus es que sólo la católicos pueden ir al cielo y que sólo los bautizados con agua pueden ir al cielo. El feeneyismo se opone a las doctrinas del bautismo de deseo y del bautismo de sangre, así como a la opinión de que los no católicos pueden ir al cielo.

### Luteranismo
El luteranismo afirma que el bautismo es normalmente necesario para la salvación. Sin embargo, citando la enseñanza de la Iglesia primitiva, los luteranos reconocen un bautismo de deseo en el que una persona desea el bautismo pero no puede recibirlo. Dimas, el ladrón arrepentido en la cruz, es citado como ejemplo de un individuo que confió en Jesús pero no tuvo la oportunidad de bautizarse. Como tal, "aunque Dios ordinariamente se ata a los medios del sacramento, si uno desea el bautismo pero no puede recibirlo antes de la muerte, Dios cuenta el deseo de uno como suficiente para la gracia dada."